# Галантерея
Галантере́я (также галантерейные товары) — торговый термин, обозначающий группу товаров, представляющих мелкие предметы туалета и личного обихода (галстуки, перчатки, шарфы, сумки и др.).

## Этимология
Слово активно используется в русском языке в современном значении с XVIII века (первое упоминание — в Морском уставе Петра I в 1724 году), когда оно было заимствовано из голландского (или, возможно, немецкого). В голландский слово пришло из фр. galant, «обходительный» — отсюда, возможно, произошло и значение прилагательного «галантерейный» как «любезный» в XIX веке.

## Галантерейные товары

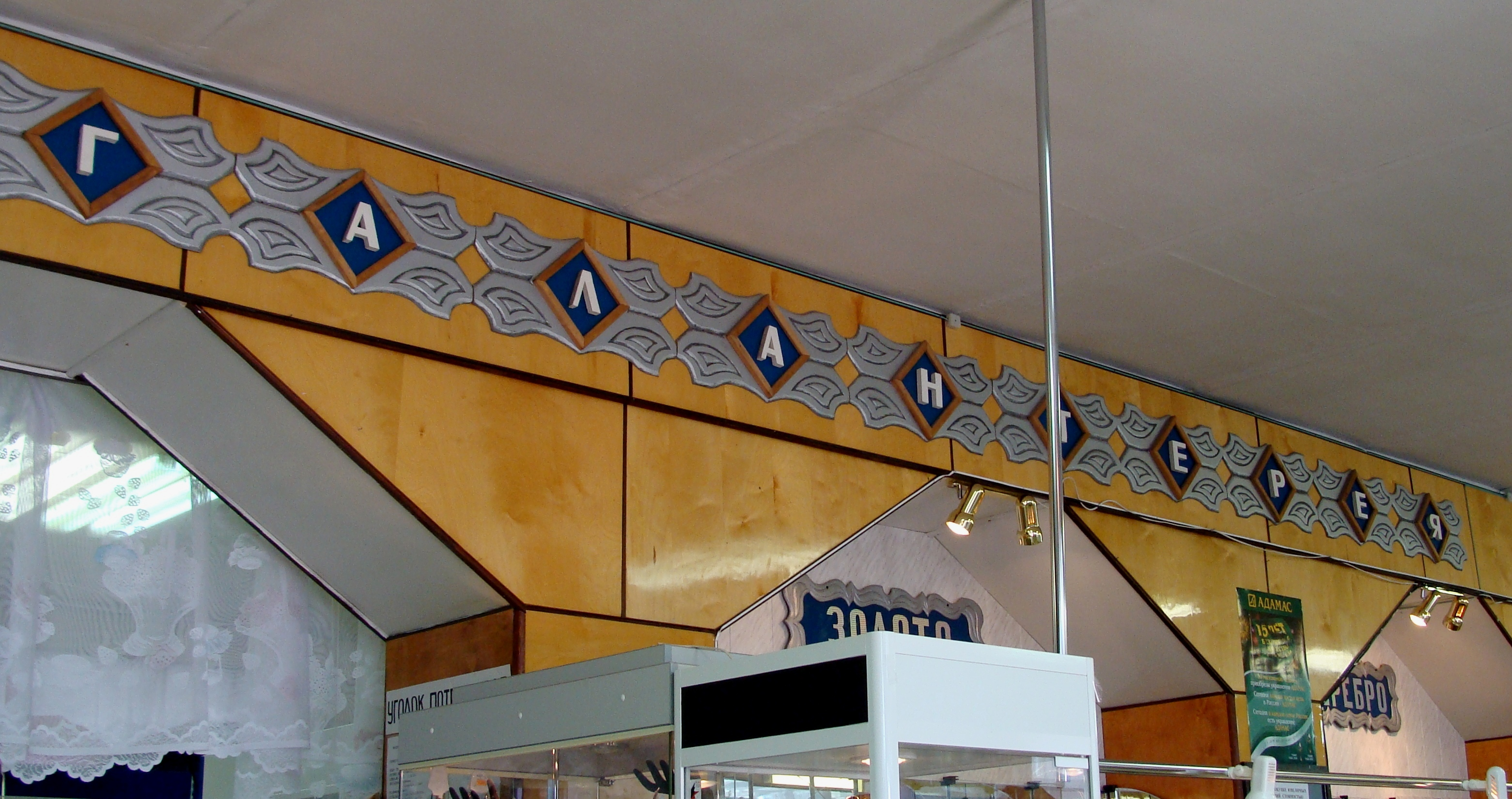

Галантерейные товары объединяют широкую номенклатуру промышленных товаров массового потребления, в основном небольших размеров. В эту группу входят изделия, изготовленные различными технологическими способами из разнообразных материалов и используемые для туалета, украшения, домашнего обихода и др.

## Группы галантереи
Галантерейные товары в зависимости от исходного материала подразделяют на следующие группы: галантерея из металлов, галантерея текстильная, из пластмасс и других поделочных, исторических и экономичных материалов, кожаная (сумки, ремни, кошельки и т. д.), щётки и зеркала, бижутерия.